# 肯辛頓 (密歇根州)
肯辛頓（英語：Kensington）是位於美國密歇根州奧克蘭縣萊昂鎮區的一個非建制地區。

## 地理
肯辛頓所處的海拔為高於海平面294米（即965英呎），而該地所採用的時區為UTC-5，即北美东部時區（EST）。同時該地設有夏令時間，為UTC-5調快一小時，即UTC-4（EDT）。